# Zvorničko jezero
Zvorničko jezero (srpski: Зворничко језеро) umjetno je jezero na rijeci Drini, na granici koja se proteže starim tokom rijeke, između Srbije i Bosne i Hercegovine.

## Karakteristike
Površina jezera iznosi oko 8,1 km2, volumen 90.000.000 m3 vode, a maksimalna dubina 39 metara. Prosječna dubina jezera iznosi od 5 do 8 metara. Dužina jezera iznosi oko 25 km, najmanja širina 200 metara, a najveća oko 3 km. Zvorničko jezero nalazi se na nadmorskoj visini od 140 metara. Jezero se drinskim kanjonom proteže uzvodno od Zvornika i Malog Zvornika, do ušća rječice Velike reke u istoimenom selu općine Mali Zvornik. Od 1955. godine kada je akumulacija nastala, 50 % bazena je zasuto erozivnim naslagama iz bujičnih vodotokova i rječica koje se u jezero ulijevaju (Drinjača, Jošanica, Velika reka, Boranjska reka). Brojne erozije i nanosi stvorili su veće ili manje otoke i poluotoke.

## Povijest
Jezero je nastalo izgradnjom hidroelektrane „Zvornik” koja je počela 1948. godine, kako bi jezerski bazen bio napunjen vodom 1955. godine. Visina brane iznosi 45 metara. Zvorničko jezero prva je umjetna akumulacija na rijeci Drini.

## Turizam
U priobalju jezera postoji veliki broj vikendica i turističko-ugostiteljskih objekata. Jezero je pogodno za ljetovanje, sportsko-rekreativne aktivnosti na vodi i ribolov. Zvorničko jezero pogodno je i za splavarenje, rafting, plovidbu i plivanje.

## Ekosustav
Zvorničko jezero s rijekom Drinom stanište je pastrve, lipljena, klena, mrene, podusta, soma i štuke. Jezero je stanište i divljih patki.

## Vanjske poveznice
- Turistička organizacija grada Zvornika
- Agencija Republike Srpske za vode oblasnog riječnog sliva Save: Jezera u Republici Srpskoj
- Hidrometeorološki zavod Republike Srpske: Jezera u Republici Srpskoj